# Бомба для председателя
«Бо́мба для председа́теля» — роман из цикла о работе советского разведчика Штирлица, он же Максим Максимович Исаев. Написан в 1970 году Юлианом Семёновым. Книга является последней по хронологии действия книгой о Штирлице, хотя написана раньше большинства других. В книге рассказывается о работе Исаева в Западном Берлине, где ему противостоят мощные монополистические концерны. Книга экранизирована в фильме «Жизнь и смерть Фердинанда Люса».

## Сюжет
Роман начинается с убийства неизвестного в Западном Берлине, в нескольких кварталах от Чекпойнта Чарли. Убитый оказывается болгарином Павлом Кочевым — аспирантом московского профессора истории Максима Максимовича Исаева. В официальных газетах о его исчезновении пишут, что он «выбрал свободу», эмигрировав на запад. Исаев не верит в это и выезжает в Западный Берлин, чтобы во всём разобраться.
Параллельно с этим левый режиссёр Фердинанд Люс, при поддержке принципиального прокурора Берга (прототип прокурор Фриц Бауэр), ведёт самостоятельное расследование гибели своего друга Ганса Дорнброка. Ганс — сын владельца крупного концерна Фридриха Дорнброка. Дорнброк-старший — убеждённый неонацист, в молодости — сторонник Гитлера, затем — один из «фюреров экономики» нацистской Германии (хотя формально не состоял в НСДАП). После Второй мировой войны, отбыв заключение как военный преступник, он превратил свой концерн в орудие политического реванша западногерманских ультраправых. Правой рукой Дорнброка является бывший адвокат Бауэрн, который возглавляет оперативные службы и курирует политические проекты концерна.
Для Исаева расследование превращается в продолжение его давней борьбы с нацизмом. К тому же он сталкивается со своими бывшими «коллегами» из РСХА — Айсманом и Холтоффом. Айсман формально прошёл денацификацию и руководит службой безопасности в концерне Дорнброка. Холтофф, уклонившись от денацификации и сменив фамилию на Гельтофф, служит в полиции и тайно сотрудничает с Айсманом. Воспользовавшись известной ему с давних времён слабохарактерностью Холтоффа, Исаев фактически берёт его под контроль и использует как источник информации. Однако Айсман раскрывает это и шантажирует Холтоффа со своей стороны.
В результате расследования выясняется, что Дорнброк-старший в сотрудничестве с влиятельными кругами ряда азиатских стран разрабатывает ядерное оружие для «новой Германии». Любимая девушка Дорнброка-младшего, японка Исии, умирает от лейкемии — последствия атомной бомбардировки. Ганс пытается сорвать сделку по разработке смертоносного оружия. Он передаёт Кочеву подробности соглашения между концерном Дорнброка и азиатскими воротилами. За это Ганса убивают путём отравления с молчаливого согласия его отца.
Люсу не удаётся обнародовать результаты своего расследования. После посещения госпиталя, где Люс встречался с Исии-сан, режиссёр умирает в результате отравления. Люди Айсмана убивают Холтоффа-Гельтоффа как лишнего свидетеля. Прокурор Берг погибает в авиакатастрофе, устроенной людьми Айсмана.
Исаев заканчивает всё сам. Он перехватывает радиомину, которая должна взорваться на борту его самолёта, и летит на другом, вместе с Айсманом. Айсман, у которого боязнь летать на самолётах, увидев Исаева рядом с собой с радиоминой, умоляет его выбросить бомбу через люк. Исаев соглашается, но при условии публичного признания в терактах и ядерной афере. Находящийся в истерическом состоянии Айсман делает в открытом радиоэфире заявление для полиции и корреспондента социал-демократической газеты. Он называет имя Бауэрна, что фактически раскрывает роль концерна Дорнброка в целом. После этого Исаев раскрывает мистификацию: у радиомины заранее изъят запал. «Жизнелюбивый Айсман» теряет сознание (или имитирует это) под издевательские реплики Исаева.
В итоге неонацистский заговор разоблачён, опасность распространения ядерного оружия пресечена.
В романе Юлиан Семёнов намекает на сотрудничество маоистов и неофашистов, а также на причастность к созданию термоядерного оружия в Китае корпорациями ФРГ, в то время как на самом деле Китай смог превратиться в ядерную державу при содействии СССР, о чём автор умолчал. При этом даже косвенное сравнение китайских реалий 1950-х годов с нацистской Германией противоречило официальной советской версии, по которой КНР в первые годы своего существования двигалась в целом «по правильному пути» и режим Мао Цзэдуна официально не причислялся в СССР к фашистским режимам, в отличие от режима Иосипа Броза Тито в Югославии на рубеже 1940-х и 1950-х годов.

## Создание и публикации
Роман был написан в 1970 году. Впервые он был опубликован в 1971 году в журнале   «Москва» (№9 и 10)  и альманахе «Подвиг» (№5, под названием "Бомба для господина председателя") . В 1973 году вышло первое книжное издание в издательстве «Воениздат», где роман он был опубликован вместе с романом «Семнадцать мгновений весны». С тех пор роман неоднократно переиздавался. В 1985 году он был переведён на украинский язык.

## Экранизации
- Жизнь и смерть Фердинанда Люса (1976)